# Federica Sabatini
Federica Sabatini (Roma, 23 gennaio 1992) è un'attrice italiana.

## Biografia
Intraprende gli studi di recitazione nel 2010 presso il C.I.A.P.A. con la coach Gisella Burinato. Dal 2013 al 2015 studia al Centro sperimentale di cinematografia di Roma. Il 2016 la vede nel cast della serie di Francesco Pavolini Tutti insieme all'improvviso e in Un passo dal cielo 4 di Jan Maria Michelini. Nello stesso anno è protagonista del film per Rai Uno Nozze romane di Olaf Kreinsen, e nella fiction Provaci ancora prof! 7.
Nel 2018 è nel cast del film Saremo giovani e bellissimi, per la regia di Letizia Lamartire, presentato alla Settimana Internazionale della Critica durante la 75ª Mostra internazionale d'arte cinematografica di Venezia. Nel 2019 è nel film Liberi di scegliere, diretto da Giacomo Campiotti. A febbraio dello stesso anno è tra le nuove protagoniste della seconda stagione di Suburra - La serie, nel ruolo di Nadia Gravone, che ricopre anche nella terza e ultima stagione. Nell'estate 2020 è su Sky con il film I Liviatani, per la regia di Riccardo Papa.
Nel 2021 entra a far parte del cast della seconda stagione della serie televisiva spagnola Toy Boy nel ruolo di Rania Giallo. Nel 2023 interpreta nuovamente Nadia in Suburræterna, mentre nel 2024 è nel cast principale della quattordicesima stagione di Don Matteo, dove interpreta il personaggio di Giulia Mezzanotte.

## Filmografia

### Attrice

#### Cinema
- Com'è bello far l'amore, regia di Fausto Brizzi (2012)
- Fortunata, regia di Sergio Castellitto (2017)
- Saremo giovani e bellissimi, regia di Letizia Lamartire (2018)
- I Liviatani - Cattive attitudini, regia di Riccardo Papa (2020)
- La mela dei miei occhi, regia di Marco Costa – cortometraggio (2021)
- Sulle nuvole, regia di Tommaso Paradiso (2022)
- Tutti a bordo, regia di Luca Miniero (2022)
- Prophecy, regia di Jacopo Rondinelli (2024)

#### Televisione
- Sangue caldo – serie TV (2011)
- Baciati dall'amore – miniserie TV (2011)
- Donne in gioco – serie TV (2013)
- Rex – serie TV (2013)
- Tutti insieme all'improvviso – serie TV (2016)
- Un passo dal cielo – serie TV (2017)
- Provaci ancora prof! – serie TV (2017)
- Nozze romane (Hochzeit in Rom), regia di Olaf Kreinsen – film TV (2017)
- Liberi di scegliere – film TV (2019)
- Rosy Abate - La serie – serie TV (2019)
- Suburra - La serie – serie TV, 14 episodi (2019-2020)
- Toy Boy – serie TV (2021)
- Suburræterna – serie TV, 7 episodi (2023)
- Don Matteo – serie TV, 10 episodi (2024)

## Teatro
- Controvento, regia di Paolo Triestino (2010)
- Le stanze di Pasolini, regia di Marco Grossi (2014)
- Come vi piace (As You Like It), regia di Eljana Popova (2014)
- Le tre sorelle, regia di Eljana Popova (2014)
- Cent'anni di solitudine, regia di J. D. Puerta Lòpez (2014)
- Teatrino delle meraviglie, regia di Alberto Gagnarli (2014)
- La presa di potere di Cosimo De' Medici, regia di Luigi D'Amico (2015)
- After the end, regia di Vito Mancusi (2015)